# Oleg Anatoljewitsch Rjachowski

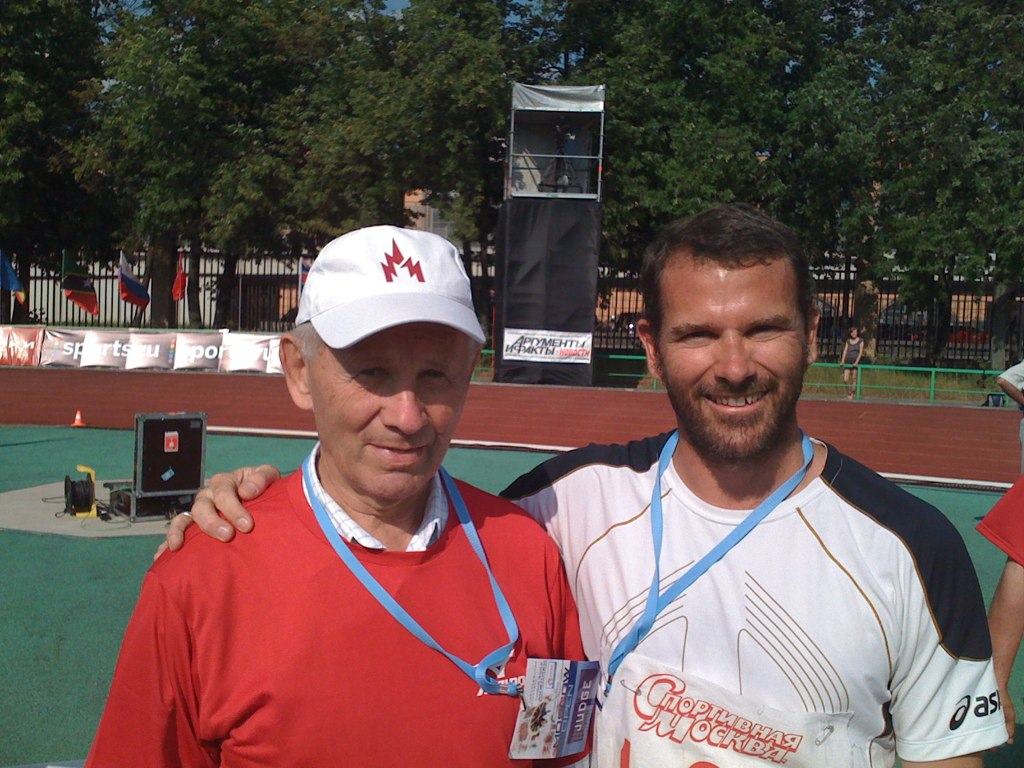
Oleg Anatoljewitsch Rjachowski (2009)

Oleg Anatoljewitsch Rjachowski (russisch Олег Анатольевич Ряховский, engl. Transkription Oleg Ryakhovskiy; * 19. Oktober 1933; † 16. Dezember 2023) war ein sowjetischer Dreispringer und Maschinenbauingenieur.

## Leben
1957 siegte er bei den Welt-Universitätsspielen.
Am 28. Juli 1958 stellte er in Moskau mit 16,59 m einen Weltrekord auf. Einen Monat später gewann er bei den Leichtathletik-Europameisterschaften in Stockholm Silber.
1959 siegte er bei den Weltfestspielen der Jugend und Studenten und bei der Universiade. Bei der Universiade 1961 holte er Silber.
1957 und 1958 wurde er Sowjetischer Meister.